# Laura (Australia Południowa)
Laura – miasto w Australii, w stanie Australia Południowa.